# Morales del Arcediano
Morales del Arcediano es una localidad del municipio leonés de Santiago Millas, en la Comunidad Autónoma de Castilla y León. El pueblo se encuentra al norte del municipio, a orillas del río Turienzo. Se accede a la localidad a través de la carretera LE-133.
La iglesia está dedicada a El Salvador.

## Localidades limítrofes
Confina con las siguientes localidades:
- Al norte con Murias de Rechivaldo.
- Al noreste con Astorga.
- Al este con Oteruelo de la Valduerna y Piedralba.
- Al sureste con Matanza.
- Al sur con Santiago Millas.
- Al suroeste con Valdespino de Somoza.
- Al oeste con Val de San Lorenzo y Val de San Román.
- Al noroeste con Santa Colomba de Somoza y Castrillo de los Polvazares.

## Demografía
Evolución de la población
| Gráfica de evolución demográfica de Morales del Arcediano entre 2000 y 2017 |
|                                                                             |
| Población de derecho (2000-2017) según el padrón municipal del INE          |

## Historia
Así se describe a Morales del Arcediano en el tomo IV del Diccionario geográfico-estadístico-histórico de España y sus posesiones de Ultramar, obra impulsada por Pascual Madoz a mediados del siglo XIX:

Lugar en la provincia de León (7 ½ leguas), partido judicial y diócesis de Astorga (1/2), audiencia territorial y capitanía general de Valladolid (25), ayuntamiento de Santiago Millas. Situado en un vallecito estrecho; su clima es bastante sano, pues no se conocen otras enfermedades comunes que las tercianas. Tiene 30 casas; escuela de primeras letras durante una temporada; iglesia parroquial (San Salvador) servida por un cura de ingreso y libre colación, y buenas aguas potables. Confina N Astorga; E Santiago Millas; S Val de San Lorenzo, y O Oteruelo, a ½ legua los dos primeros, y a ¼ los últimos. El terreno es de mediana calidad, y le fertilizan las aguas de un arroyo denominado Valumbre, que pasa al S del pueblo. Los caminos son locales; recibe la correspondencia en Astorga cada interesado de por sí. Producciones: algún trigo, cebada, centeno, legumbres y patatas; cría ganado vacuno en corto número por carecer de pastos, y alguna pesca de cangrejos y otros peces. Industria y comercio: fabricación de paños bastos del país, que venden en las ferias de la provincia, retornando los artículos de primera necesidad que les faltan. Población: 50 vecinos, 150 almas. Contribución: con el ayuntamiento.
Diccionario geográfico-estadístico-histórico de España y sus posesiones de Ultramar